# رناتو چالنته
رناتو چالنته (ایتالیایی: Renato Cialente؛ ‏ ۲ فوریهٔ ۱۸۹۷ – ۲۵ نوامبر ۱۹۴۳) بازیگر اهل پادشاهی ایتالیا بود.
از فیلم‌های او می‌توان به آخرین رقص، فقط تو را دوست دارم و شهبانوی ناوارا اشاره کرد.